# Goran Todorović
Goran Todorović (serb. cyrylica Горан Тодоровић, ur. 11 stycznia 1987 w Belgradzie) – serbski wioślarz.

## Osiągnięcia
- Mistrzostwa Świata Juniorów – Banyoles 2004 – dwójka bez sternika – 4. miejsce[1].
- Mistrzostwa Świata Juniorów – Brandenburg 2005 – dwójka bez sternika – 5. miejsce[1].
- Mistrzostwa Świata U-23 – Amsterdam 2005 – czwórka bez sternika – 1. miejsce[1].
- Mistrzostwa Europy – Poznań 2007 – czwórka bez sternika – 5. miejsce[1].